# Altomünster
Altomünster – gmina targowa w Niemczech, w kraju związkowym Bawaria, w rejencji Górna Bawaria, w regionie Monachium, w powiecie Dachau. Leży około 20 km na północny zachód od Dachau, przy linii kolejowej Altomünster – Dachau. W 1391 miejscowość otrzymała prawa miejskie, które posiadała do 1823.

## Dzielnice
W skład gminy wchodzi 47 dzielnic: Arnberg, Asbach, Breitenau, Deutenhofen, Erlach, Erlau, Freistetten, Haag, Halmsried, Hohenried, Hohenzell, Humersberg, Hutgraben, Irchenbrunn, Kiemertshofen, Lauterbach, Lichtenberg, Maisbrunn, Obererlach, Oberndorf, Oberschröttenloh, Oberzeitlbach, Ottelsburg, Ottmarshausen, Pfaffenhofen, Pipinsried, Plixenried, Radenzhofen, Rametsried, Randelsried, Reichertshausen, Röckersberg, Rudersberg, Ruppertskirchen, Schauerschorn, Schielach, Schloßberg, Schmarnzell, Schmelchen, Sengenried, Stumpfenbach, Teufelsberg, Thalhausen, Übelmanna, Unterzeitlbach, Wollomoos i Xyger.

## Demografia
Dane o ludności z 31 grudnia 2008:
| Opis                                | Ogółem | Ogółem | Kobiety | Kobiety | Mężczyźni | Mężczyźni |
| ----------------------------------- | ------ | ------ | ------- | ------- | --------- | --------- |
| Jednostka                           | osób   | %      | osób    | %       | osób      | %         |
| Populacja                           | 7335   | 100    | 3682    | 50,2    | 3653      | 49,8      |
| Wiek przedprodukcyjny (0–17 lat)    | 1516   | 20,67  | 735     | 10,02   | 781       | 10,65     |
| Wiek produkcyjny (18–65 lat)        | 4429   | 60,38  | 2147    | 29,27   | 2282      | 31,11     |
| Wiek poprodukcyjny (powyżej 65 lat) | 1390   | 18,95  | 800     | 10,91   | 590       | 8,04      |

## Polityka
Wójtem gminy jest Konrad Wagner z FW, rada gminy składa się z 20 osób.
|      | CSU | SPD | FWG | Razem |
| 2008 | 10  | 1   | 9   | 20    |
| 2002 | 9   | 1   | 10  | 20    |